# Улица Акоту (Рига)
Улица А́коту (латыш. Akotu iela) — улица в Латгальском предместье города Риги, в историческом районе Дарзциемс. Начинается и заканчивается примыканием к улице Сеску, с другими улицами не пересекается. Имеет П-образную форму, меняя направление с южного на восточное и далее на северное; средний участок имеет небольшое тупиковое продление к востоку.
Общая длина улицы Акоту составляет 176 метров. Разрешено движение в обоих направлениях. Дорожное покрытие гравийное. На всём протяжении имеет статус жилой зоны. Ширина проезжей части — от 4 до 5,5 м.

## История
Название новоустроенной улице Акоту было присвоено в 1954 году. Это название никогда не изменялось.
До настоящего времени сохраняется малоэтажная частная застройка.